# ニンゲン (お笑い)
ニンゲンは、吉本興業東京本社（東京吉本、厳密には子会社のよしもとクリエイティブ・エージェンシー）所属のお笑いコンビ。かつてはトリオだった。

## メンバー
- ヨシオ・ロビンソン（本名:竜沢世志夫（たつざわよしお）、1月18日 - ）

山梨県出身。嘗てはピン芸人でデビューし、「ゾンビちゃん」というコンビで活動後現在に至る。
- 東海林（とうかいりん、本名:東海林和広）

千葉県出身。
長いヒゲと長髪が特徴。

### 過去のメンバー
- ユタカ・コバヤシ（本名は非公表）

埼玉県出身。

## 略歴・概説
2008年4月結成。NSC東京校8期生出身。
コント、ショートコントが多く、東海林の風貌を生かしたネタも多い。
2010年5月19日を以ってユタカが脱退し、以後はヨシオと東海林の二人で活動していくことを発表。同年5月24日放送の『お笑いさぁ〜ん』（日本テレビ）が、3人のニンゲンとして最後の活動となった。

## 出演番組
- TEMPURA（東海林のみ）
- エンタの天使（日本テレビ）- 2008年11月5日（第7回）、キャッチコピーは「猟奇的なヒューマニズム」
- お笑いさぁ〜ん（日本テレビ）- 2010年5月24日「おつなぎさぁ〜ん」